# Lee Kwang-keun

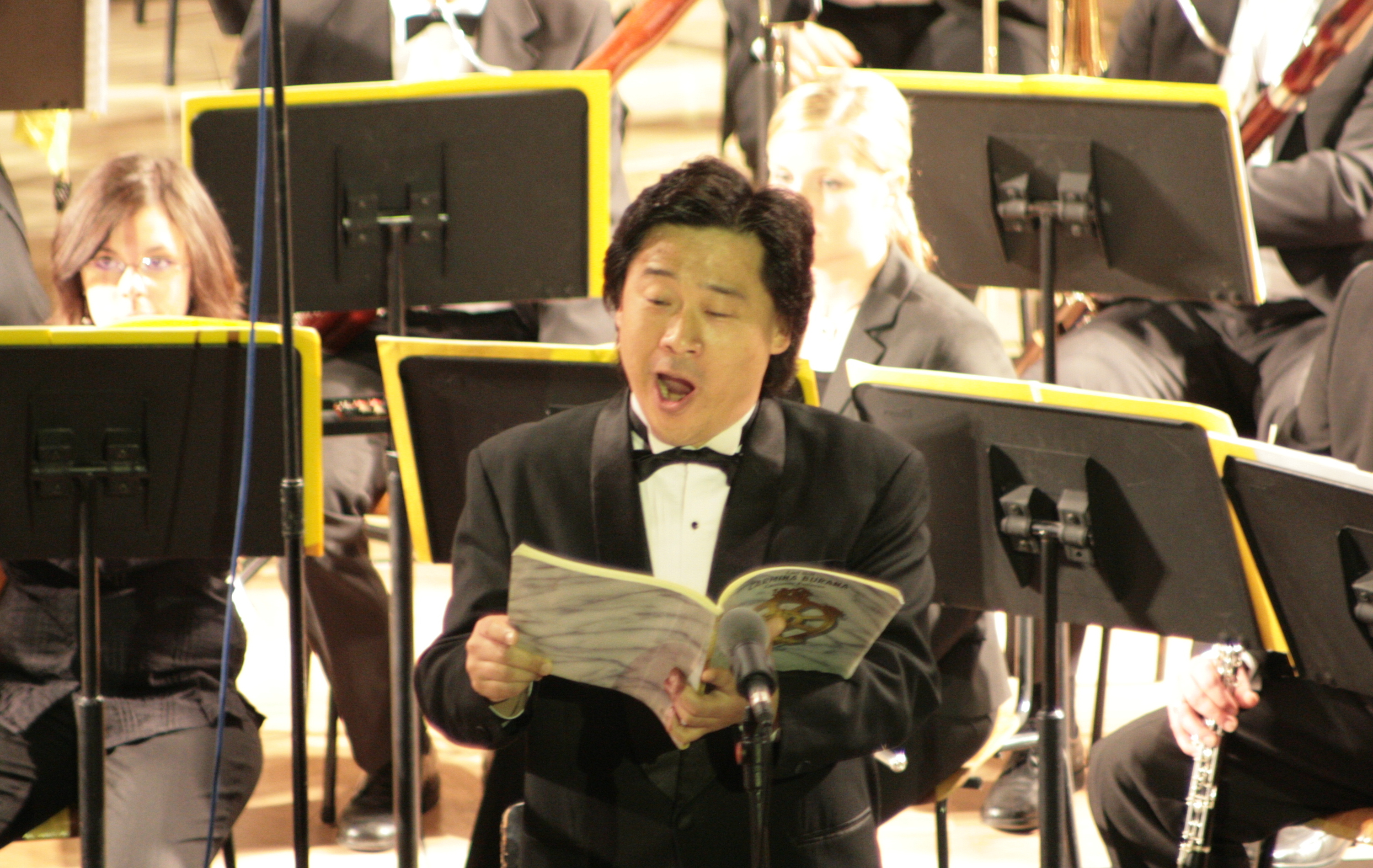
Lee Kwang-Keun während eines Konzerts in der Ulmer Pauluskirche

Lee Kwang-keun (* 1970 in Seoul) ist ein südkoreanischer Opernsänger in der Stimmlage Bariton.

## Leben und Wirken
Er studierte von 1990 bis 1997 Gesang an der Yonsei-Universität seiner Heimatstadt bei Kim Kwan-Dong. Dem folgte in den Jahren 2000 bis 2002 noch ein Aufbaustudium am Conservatorio di Milano in der Gesangsklasse des berühmten italienischen Tenors Vittorio Terranova.
Von 1996 bis 2007 hatte der Künstler Engagements auf Musikbühnen in Korea, Italien, Japan, in der Schweiz sowie bei den Opernfestspielen Heidenheim und Opernfestival Gut Immling im Chiemgau. 
Seit der Spielzeit 2006/2007 ist der Sänger festes Ensemblemitglied am Theater Ulm.  Dort sang er bisher: Rigoletto (Rigoletto), Wolfram (Tannhäuser), Eugen Onegin (Eugen Onegin), Ottokar (Der Freischütz), Macbeth (Macbeth), Graf Almaviva (Le nozze di Figaro), Prosdocimo (Der Türke in Italien), Scarpia (Tosca), Leander (Die Liebe zu den drei Orangen) etc.
Im Sommer 2010 sang er mit großem Erfolg den Doktor Malatesta in Don Pasquale beim Festival Ópera en el Convento auf der Kanareninsel La Palma.
Lee Kwang-Keun ist ferner ein vielgebuchter Lied-, Oratorien- und Konzertsänger.

## Auszeichnungen (Auswahl)
- 1996: 2. Preis beim Gesangswettbewerb Opera Singing Competition in Kyoto, Japan
- 2000: Vincitore del Baritone Maria Callas in Pama, Italien
- 2001: 1. Preis Opera Concorso II. Barbiere di Siviglia in Lecce, Italien
- 2002: 2. Preis Citta di Rho in Milano, Italien
- 2002: 1. Preis Johannes Brahms in Genua, Italien